# Jules Bastien-Lepage
Jules Bastien-Lepage (1. november 1848 i Damvillers (Meuse) – 9. december 1884 i Paris) var en fransk maler.
Uddannet i Alexandre Cabanels skole til en dygtig og sikker tegner konkurrerede han gentagne gange uden held for Prix de Rome og brød da med traditionen og den akademiske bane,  hvorpå hans kunst syntes at skulle slå ind, for med hensynsløs  sandhedsstræben og indtrængende forståelse at skildre virkeligheden,  nutidslivet og i hverdagsemnets beskedne ramme at gribe og fæstne det  sande, personlige liv. Det er denne egenskab af rydningsmand, der har  givet Bastien-Lepages  kunst dens store og blivende værd, om end nyere kritik nu forholder sig  ret kølig overfor hans arbejdsresultater. Han malede nu - under stigende interesse, misbilligelse fra mange og begejstret tilslutning fra endnu flere - sine, nu klassiske, arbejder som Les foins / Høhøsten, Oktoberdagen / Kartoffelhøst, Jeanne d'Arc i Dom-Remy, Landsbytiggeren  med flere. Hans dybtgående karakterskildring og store herredømme over  formen udfoldede sig også på glimrende måde i hans portrætter. Skønt  Bastien-Lepage  døde i sin manddoms kraft, midt i sin kunstneriske udvikling, skabte  hans kunst, der brød med det gængse ateliermaleri med dets tillavede  lysvirkning og satte friluftsmaleriet i stedet, hurtig skole og har haft stor indflydelse på den plein-air’istiske retning i den moderne kunst. To af hans hovedværker, Oktoberdagen og Landsbytiggeren, var udstillede på Den franske Kunstudstilling i København 1888; det sidste er nu Ny Carlsberg Glyptoteks ejendom. I hans fødeby er der oprejst en statue af ham, udført af Auguste Rodin.

## Galleri
- Jules Bastien-Lepage, Les foins / Høhøsten, 1872, Musée d'Orsay
- Jules Bastien-Lepage, Oktoberdagen  eller Kartoffelhøst, 1878, National Gallery of Victoria
- Jules Bastien-Lepage, Jeanne d'Arc, 1879, Metropolitan Museum of Art
- Jules Bastien-Lepage, Landsbytiggeren, 1880, Ny Carlsberg Glyptotek[1]

## Note
1. ↑  Den franske Kunstudstilling i Kjøbenhavn 1888 « Ny Carlsberg Glyptotek